# IF產品設計獎

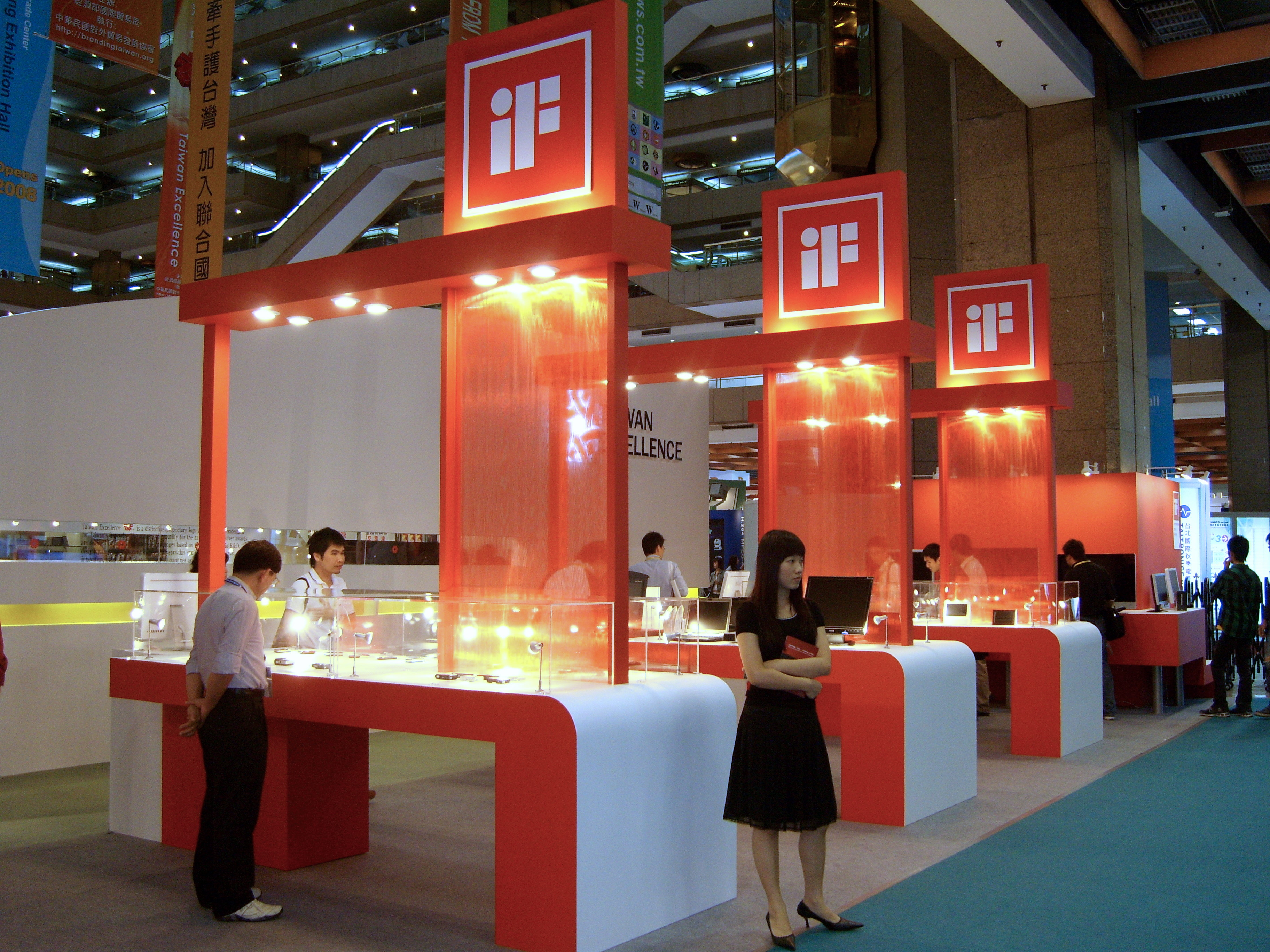
2007年台北國際電子展的「iF產品設計獎」主題館，也促成2008年台北國際電腦展「創新設計獎」的舉辦。

iF設計獎（英語：iF DESIGN AWARD）由德國iF International Forum Design GmbH 國際論壇設計公司舉辦，是歷史最悠久、最舉足輕重的設計賽事，素有設計界奧斯卡獎的代稱。
自 1954 年起，iF 設計獎在設計領域中始終是全球公認的卓越設計標章。國際著名品牌iF設計，乃傑出設計成就之重要表徵；本項舉足輕重的國際設計獎，每年表彰所有領域的設計成就，包含：產品設計、包裝設計、傳達設計與服務設計、建築與室內設計、專業概念、使用者經驗 (UX)、使用者介面 (UI)。獲獎作品均可列入 iF官網 （页面存档备份，存于）進行展示，並刊登於全新改版的 iF設計應用程式平台 （页面存档备份，存于）。
iF設計獎每年舉辦，2021年獎項共徵集近萬件的參賽作品，獲獎機率為約3成，該獎最高殊榮為iF金質獎。

## 歷史
iF e.v. 自1954年開始舉辦該獎項，最早是基於漢諾威工業博覽會時的工業設計精選產品特別活動，而舉辦的獎項。旨在幫助德國產業的復甦，並突顯德國優良的產品設計精華，現在則擴大為國際性設計的指標活動，是全球最具盛名且規模最大的設計獎項。
2001 年，德國 iF International Forum Design GmbH 國際論壇設計公司執掌運營業務，包括籌備和舉辦iF設計獎。
iF設計基金會成立於2018年，為非營利性基金會，iF公司現為iF設計基金會成立之全資子公司。
iF設計獎參賽類別共有9大參賽項目，其中共細分為80個參賽類別。

### 參賽項目與類別
- 1.0 產品設計 / 23個類別
- 2.0 包裝設計 / 8個類別
- 3.0 傳達設計 / 11個類別
- 4.0 室內建築 / 8個類別
- 5.0 專業概念 / 8個類別
- 6.0 服務設計 / 9個類別
- 7.0 建築設計 / 6個類別
- 8.0 用戶體驗(UX) / 5個類別
- 9.0 用戶介面(UI) / 2個類別

### 獲獎福利
- iF設計獎獲獎標誌
- iF證書
- iF評委反饋表
- iF線上展覽/獲獎專區
- iF獲獎專頁
- iF頂尖設計標章
- iF評委反饋表
- 新聞與公關宣傳
- iF設計之夜
- 展覽與展示
- iF design應用程序

### 評審委員
該獎項的評審委員，iF公司邀請所有產業相關設計領域中的重要組織與專家等組合而成，例如知名的美國工業設計師協會（IDSA），以及德國工業設計師協會（VDID），還有國際工業設計協會（IDSID）等等。該獎項的評審不對外公開，且評審不可連續擔任超過兩年以上的時間。

## 獎座設計
iF金質獎獎座是由知名的德國設計師赫伯特·舒爾茲所設計。

，

## 發行年鑑
- IF International Forum Design, (2009), iF Yearbook Product 2009, Birkhauser Basel,  ISBN 978-3-7643-8981-9
- IF International Forum Design, (2009), iF Yearbook Product 2008, Birkhauser Basel, ISBN 978-3-7643-8625-2
- IF International Forum Design, (2008), iF Yearbook Communication 2008, Birkhauser Basel, ISBN 978-3-7643-8816-4
- IF International Forum Design, (2007), iF Yearbook Product 2007, Birkhauser Basel, ISBN 978-3-7643-7998-8
- IF International Forum Design, (2007), iF Yearbook Communication 2007, Birkhauser Basel, ISBN 978-3-7643-8365-7
- IF International Forum Design, (2006), iF Yearbook Product 2006, Birkhauser Basel, ISBN 978-3-7643-7471-6
- IF International Forum Design, (2006), iF Yearbook Communication 2006, Birkhauser Basel, ISBN 978-3-7643-7620-8
- IF International Forum Design, (2005), iF Yearbook Product 2005, Birkhauser Basel, ISBN 3-7643-7183-8
- IF International Forum Design, (2005), iF Yearbook Communication 2005, Birkhauser Basel, ISBN 978-3-7643-7252-1
- IF International Forum Design, (2004), iF Yearbook 2004, Birkhauser Basel, ISBN 978-3-7643-6855-5
- IF International Forum Design, (2004), iF Yearbook Communication 2004, Birkhauser Basel, ISBN 978-3-7643-7170-8
- IF International Forum Design, (2003), iF Yearbook 2003, Birkhauser Basel, ISBN 3-7643-7026-2

## 外部連結
- 官方網站 （页面存档备份，存于）
- 中文官網 （页面存档备份，存于）